# William Hope Hodgson

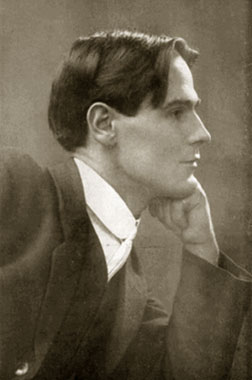
Hodgson, Datum unbekannt

William Hope Hodgson (* 15. November 1877 in Blackmore End, Essex; † 19. April 1918 als Soldat im Ypernbogen, Belgien) war ein englischer Autor von Fantasy-Romanen und unheimlichen Seegeschichten.

## Leben
Hodgson wurde 1877 als eines von zwölf Kindern in der englischen Grafschaft Essex geboren. Sein Vater war anglikanischer Geistlicher, der aus beruflichen Gründen mit seiner Familie häufig umzog. William, der in Galway an der Westküste von Irland aufwuchs, liebte die See und riss im Alter von 13 Jahren von zu Hause aus, um Seemann zu werden. Er wurde zwar zu seiner Familie zurückgeschickt, erhielt jedoch schließlich die Erlaubnis als Schiffsjunge in der Handelsmarine zu dienen. 1891 begann seine vierjährige Ausbildung. Um den Misshandlungen eines gewalttätigen zweiten Maats zu entgehen, erlernte er zu seinem Selbstschutz Judo und stärkte sich durch Bodybuilding. Ab 1895 besuchte er für zwei Jahre eine technische Schule in Liverpool und fuhr von 1897 an als dritter Maat wieder zur See. Für die Rettung eines Matrosen in haiverseuchten Gewässern unter Einsatz seines Lebens vor dem Ertrinken wurde er von der Royal Humane Society ausgezeichnet.
Hodgson richtete sich eine Dunkelkammer ein und ging einem neuen Hobby nach, der Fotografie des Meeres und der Stürme. Jedoch beklagte er sich bald über das Leben zur See: „Schlechte Behandlung, miserable Verpflegung, geringer Lohn… ein unkomfortables, sorgenvolles und undankbares Leben voller Härte…“ Nachdem er dreimal die Welt umsegelt hatte, kam ihm die späte Einsicht, dass er das Meer regelrecht hasse. Dies spiegelt sich später in vielen seiner Erzählungen wider, worin die See immer mit einem Gefühl des Grauens beschrieben wird, als ginge von ihr ein Übel aus.
Hodgson gab seinen Beruf auf und gründete 1902 in Blackburn bei Liverpool eine Schule für körperliche Ertüchtigung, wo er unter anderem die örtlichen Polizeikräfte unterrichtete. Er veröffentlichte außerdem Artikel zu diesem Thema, die er mit Fotografien seines muskelbepackten Körpers versah. Nach einiger Zeit scheiterte er jedoch finanziell.
Um 1904 wandte sich Hodgson schließlich dem Schreiben zu, wobei er sein Einkommen durch fotografische Arbeiten aufbesserte. Seine erste veröffentlichte Geschichte war A Tropical Horror, die im Juni 1905 im Grand Magazine erschien. Weitere Erzählungen folgten, darunter The Voice in the Night, veröffentlicht im The Blue Book Magazine im November 1907. Im Jahre 1908 erschien seine zweite Novelle The House on the Borderland (Das Haus an der Grenze), die H. P. Lovecraft als Klassiker erster Güte und Hodgsons vielleicht größtes Werk lobte. 1909 erschien die Erzählung Ghost Pirates (Geisterpiraten), in der sich Hodgson wiederum der See zuwendet.
Wie der Autor Algernon Blackwood ersann Hodgson einen Detektiv (Carnacki), der sich in mehreren Erzählungen mit übersinnlichen Erscheinungen auseinanderzusetzen hatte. Dabei führte er offensichtlich übernatürliche Phänomene auf natürliche Ursachen zurück. Acht dieser Erzählungen wurden zwischen 1910 und 1912 in Magazinen veröffentlicht. Zwei davon wurden 1910 zusammen mit einem Gedicht als Taschenbuch publiziert, sechs erschienen 1913 als Band Carnacki, The Ghost Finder. 35 Jahre später legte August Derleth den Band wieder auf, wobei er noch drei frühere Geschichten aufnahm.
1912 erschien The Night Land, das wegen seines Umfanges von 538 Seiten auf zwei Bände aufgeteilt wurde.
Hodgson heiratete 1913 im Alter von 36 Jahren eine Editorin des Harmsworth-Magazins. Um Kosten zu sparen, zog das Paar nach Südfrankreich. In den folgenden Jahren schrieb Hodgson jedoch verhältnismäßig wenig, möglicherweise aus wirtschaftlichen oder persönlichen Gründen. In dieser Zeit wurden drei Bände mit Erzählungen veröffentlicht, Men of the Deep Waters (1914), The Luck of the Strong (1916), und Captain Gault, Being the Exceedingly Private Log of a Sea-Captain (1917).
Neben seinen Erzählungen verfasste Hodgson einige poetische Werke, die jedoch kaum Anklang fanden. Neben ein oder zwei Shanties und dem Taschenbuch Poems wurde auch kaum etwas veröffentlicht. 1912 erschien A Dream of X und 1914 Cargunka und Poems and Anecdotes, welches die letzte Veröffentlichung zu seinen Lebzeiten darstellt. The Calling of the Sea (1920) und The Voice of the Ocean (1921) erschienen postum und wurden 1977 in Poems of the Sea zusammengefasst.

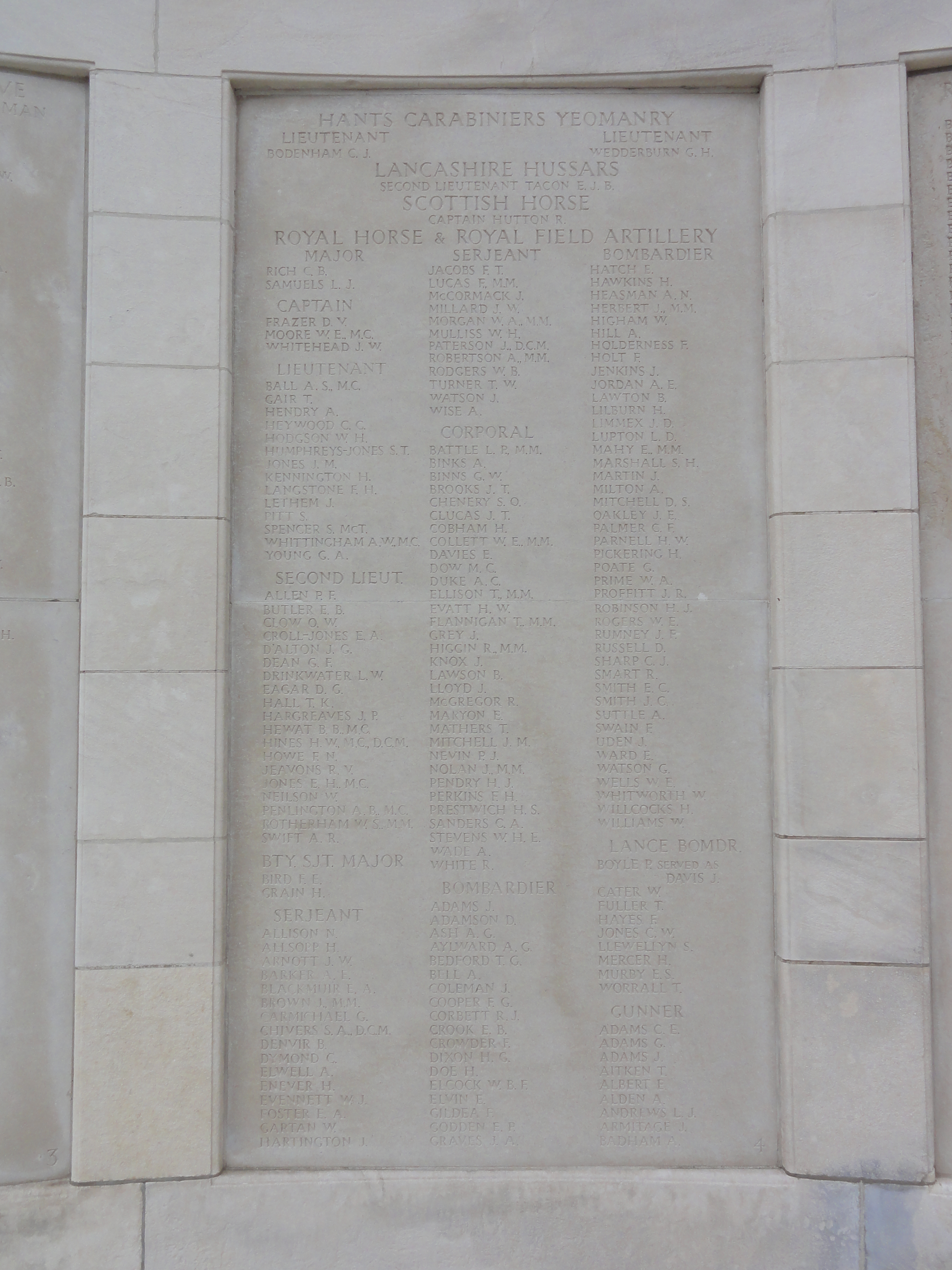
Gedenkplatte Nr. 4 des Tyne Cot Memorials in Zonnebeke mit Hodgsons Namen

Bei Ausbruch des Ersten Weltkrieges im Jahre 1914 kehrte Hodgson nach England zurück, wo er nach einer Ausbildung Leutnant der Artillerie wurde. Bei einem Sturz zog er sich eine schwere Kopfverletzung zu, wurde jedoch nach seiner Genesung an die Front nach Ypern beordert. Hier übte er freiwillig die gefährliche Aufgabe eines vorgeschobenen Beobachters aus. Am 19. April 1918, im Alter von 40 Jahren, wurde er während der Vierten Flandernschlacht im deutschen Geschützfeuer getötet. Sein Körper wurde nie gefunden; sein Name ist auf einer der Gedenkplatten des Tyne Cot Memorials verzeichnet.
Nach seinem Tod geriet Hodgsons Werk zeitweise in Vergessenheit; offensichtlich entsprach seine Art zu schreiben nicht dem damaligen Zeitgeist. Infolge der Anstrengungen des US-Amerikaners H. C. Koenig wurden jedoch Ghost Pirates und Boats in Famous Fantastic Mysteries wieder aufgelegt und The Hog erschien im Magazin Weird Tales. August Derleth vom Verlag Arkham House brachte 1946 eine umfangreiche Sammlung mit allen vier Novellen heraus. Derleth verschaffte sich außerdem einige bis dahin unveröffentlichte Manuskripte von Hodgsons Schwester, Lissie Hodgson, die 1967 in Deep Waters, einer Sammlung unheimlicher Seegeschichten, aufgenommen wurden. 1988 erschien eine Serie von kleinen Bänden, die von R. Alain Everts überarbeitet wurden. Für das Jahr 2003 war eine Neuausgabe aller seiner Werke im Night Shade Books-Verlag geplant.
1973 erschienen Das Haus an der Grenze und Stimmen in der Nacht als deutsche Übersetzung beim Insel-Verlag als gebundene Ausgaben. Beide Werke sind beim Suhrkamp-Verlag als Taschenbücher erschienen.

## Zum Werk
Nach seinen ersten veröffentlichten Erzählungen und Romanen etablierte Hodgson in den folgenden Jahren seinen Ruf als Autor ungewöhnlicher Fantasy, die teilweise in die Nähe des Horrors gestellt wurde.
Ein wesentliches Element seiner Romane und Erzählungen ist der Aufbau einer beklemmenden Atmosphäre, die den Leser gefangen hält.
Seine Werke fanden Anerkennung von Autoren wie H. P. Lovecraft, C. S. Lewis und Clark Ashton Smith. Sein Roman The Night Land hatte vermutlich Einfluss auf Olaf Stapledons Last and First Men. Die Handlung beider Werke spielt in einer um eine Milliarde Jahre entfernten Zukunft.
Hodgons Kritiker warfen ihm jedoch vor, dass sein Werk durch Sentimentalitäten und moralistische Aufrufe geschmälert würde, die von einer gewissen Unreife zeugten.
Die im Jahre 1908 erschienene Novelle The House on the Borderland gilt heute als der zugänglichste von Hodgsons Romanen. Zwei Freunde, die zum Fischen in die Einsamkeit ziehen, finden Ruinen eines Hauses und ein altes Tagebuch. Das Tagebuch enthält die eigentliche Geschichte des letzten Hausbesitzers, der sich im Haus gegen schweineartige Wesen zur Wehr setzen muss, die einer angrenzenden (parallelen oder zukünftigen) Welt angehören. (Es wird vermutet, mit dem Haus in Roger Zelaznys The Changing Land sei dieses von Hodgson erdachte Haus gemeint.)
2006 erhielt Hodgson postum den Cordwainer Smith Rediscovery Award für vergessene oder nicht mehr hinreichend gewürdigte Science-Fiction-Autoren.

## Werke

### Romane
- Die Boote der „Glen Carrig“ (englisch: The Boats of the “Glen Carrig”) (1907)
- Das Haus an der Grenze (englisch: The House on the Borderland) (1908)
- The Ghost Pirates (1909)
- The Night Land: Vol. I (1912)
- The Night Land: Vol. II (1912)
- Das Nachtland (englisch: The Nightland: A Love Tale) (1912)
- Carnacki the Ghost Finder (1947) (postum)
- Dream of X (1977) (postum, eine Kurzfassung von The Night Land)
- The Baumoff Explosive (1988) (postum)
- Fifty Dead Chinamen All in a Row (1988) (postum)
- From the Tideless Sea (1988) (postum)
- The Heaving of the Log (1988) (postum)
- Homeward Bound (1988) (postum)
- The Mystery of the Ship in the Night (1988) (postum)
- Old Golly (1988) (postum)
- The Phantom Ship (1988) (postum)
- The Riven Night (1988) (postum)
- The Room of Fear (1988) (postum)
- Sea-Horses (1988) (postum)
- The Terrible Derelict (1988) (postum)
- The Valley of Lost Children (1988) (postum)
- The Way of the Heathens (1988) (postum)

### Kurzgeschichten
- From a Tideless Sea (1906)
- The Voice in the Night (1907)
- The Gateway of the Monster (1910)
- The Whistling Room (1910)
- The Derelict (1912)
- On the Bridge (1912)
- The Island of the Crossbones (1913)
- Demons of the Sea (1923)
- The Haunted “Jarvee” (1948) (postum)
- The Hog (1948) (postum)
- By the Lee
- Captain Dang
- The Crew of the Lancing
- The Find
- The Finding of the Graiken
- The Habitants of Middle Islet
- The Heathen’s Revenge
- The Horse of the Invisible
- The House Among the Laurels
- The Island of the Ud
- The Mystery of the Derelict
- The Plans of the Reefing Bi-Plane
- The ‘Prentices’ Mutiny
- The Promise
- R.M.S. “Empress of Australia”
- The Riven Night
- The Room of Fear
- “Sailormen”
- The Searcher of the End House
- The Sharks of the St. Elmo
- The Stone Ship
- The Terror of the Water-Tank
- The Thing Invisible
- A Tropical Horror
- The Waterloo of a Hard-Case Skipper